# 西厢记 (1927年电影)
《西厢记》（英語：Romance of the Western Chamber）是中国无声黑白电影，导演和编剧是侯曜，主演何敏庄、林楚楚、李旦旦、葛次江、胡炽昌、理化民。改编自元朝王实甫《西厢记》。1928年夏天，该片在法国巴黎首映，1929年在英国伦敦爱文利戏院上映。

## 剧情

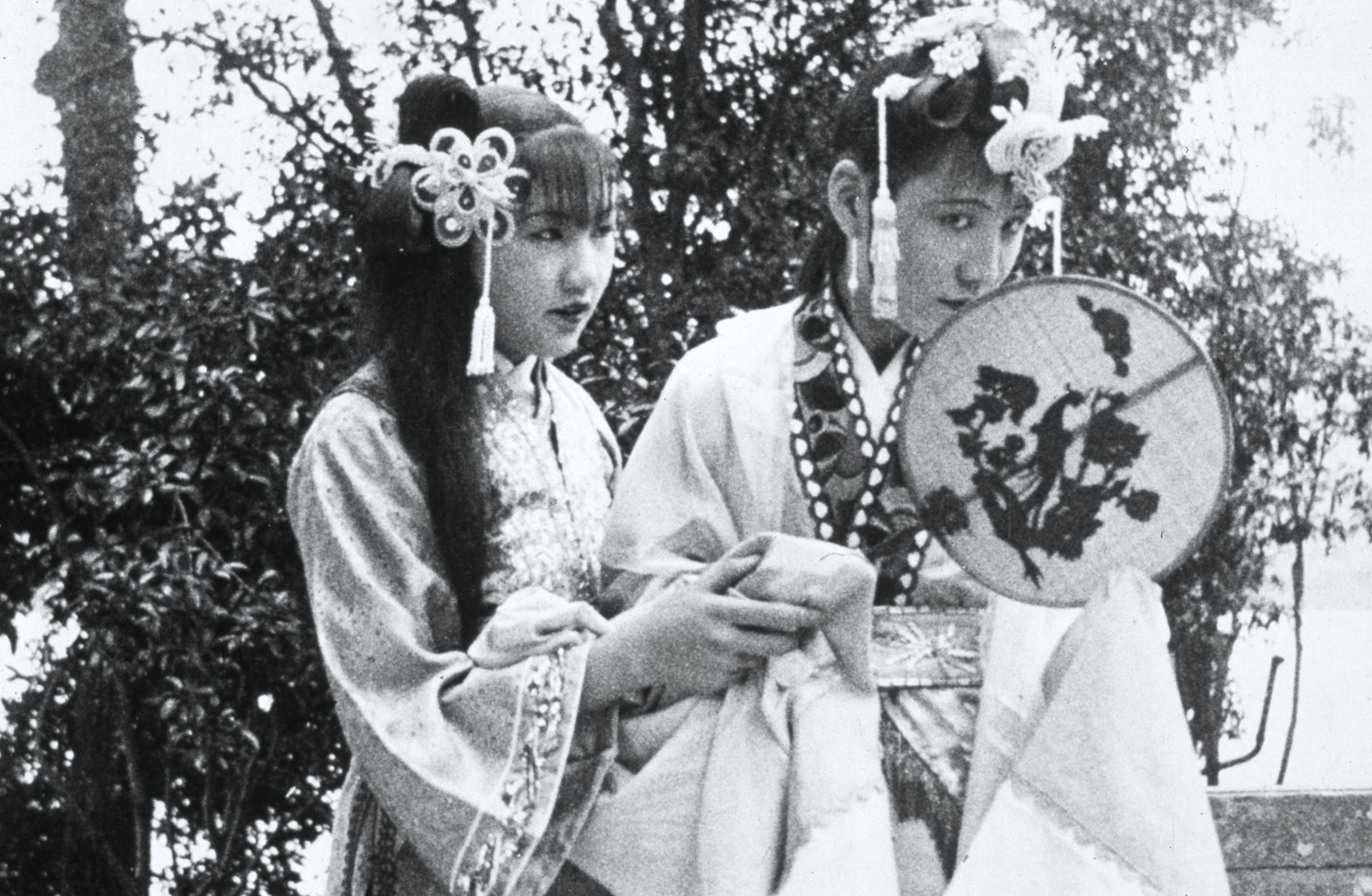
电影中的场景

该片改编自《西厢记》，讲述崔莺莺和张生的爱情故事。

## 演出
| 演员   | 角色     |
| 林楚楚 | 崔莺莺   |
| 李旦旦 | 红娘     |
| 何敏庄 | 崔老夫人 |
| 葛次江 | 张生     |
| 胡炽昌 | 白马将军 |
| 理化民 | 孙飞虎   |
| 朱耀庭 | 法本     |
| 李荫兰 | 惠明     |
| 黄克   | 琴童     |
| 朱树涛 | 欢郎     |
| 汪龙溪 | 法聪     |